# Cladonia borbonica
Cladonia borbonica Nyl. (1868), è una specie di lichene appartenente al genere Cladonia,  dell'ordine Lecanorales.
Il nome proprio deriva dal termine latino tardo borbonica, coniato sul nome del feudo Bourbon-l'Archambault, che diede il nome nel 1642 all'Ile Bourbon, che dal 1789 venne denominata isola Réunion e sulla quale è stata scoperta questa specie di lichene.

## Caratteristiche fisiche
Il sistema di riproduzione è principalmente asessuato, attraverso i soredi o strutture similare, quali ad esempio i blastidi. Il fotobionte è principalmente un'alga verde delle Trentepohlia,

## Habitat
Predilige un pH del substrato con valori intermedi fra molto acido e subneutro. Il bisogno di umidità è igrofitico.

## Località di ritrovamento
La specie è stata rinvenuta nelle seguenti località:
- USA (Hawaii, Indiana);
- Oceania (Isole Samoa, Nuova Caledonia);
- Isole Azzorre, Madagascar, Malaysia, Perù, Réunion.

In Italia questa specie di Cladonia è presente ed è molto rara solo in alcune zone della Calabria, in particolare lungo il versante tirrenico e in parte della Sila.

## Tassonomia
Questa specie è attribuita alla sezione Cladonia; a tutto il 2008 sono state identificate le seguenti forme, sottospecie e varietà:
- Cladonia borbonica f. borbonica Nyl. (1930).
- Cladonia borbonica f. cylindrica A. Evans.
- Cladonia borbonica f. pylindrica A. Evans.
- Cladonia borbonica f. ramosa A. Evans (1944).
- Cladonia borbonica f. squamulosa Robbins.
- Cladonia borbonica var. boryana (Delise) Kremp.